# Vicky Martín Berrocal
María Victoria Martín Martín (Huelva, 11 de marzo de 1973), conocida como Vicky Martín Berrocal, es una socialite, empresaria, actriz, diseñadora de moda y colaboradora de televisión española. Su popularidad se vio reforzada en 1997 al casarse con el torero Manuel Díaz González. Fue ganadora del Premio Ondas Globales del Podcast 2024 al Podcast Revelación, por A solas con… Vicky Martín Berrocal.

## Biografía
María Victoria Martín Martín nació el 11 de marzo de 1973 en Huelva, Andalucía, hija del empresario taurino José Luis Martín Berrocal y la empresaria de moda Victoria Martín Serrano. Tiene una hermana menor llamada Rocío. Estudió Marketing y Ciencias de los Negocios y comenzó profesionalmente como representante de toreros, donde conoció a su exmarido Manuel Díaz González.
Empezó a formarse en el mundo de la moda de la mano del diseñador Ángel Schlesser, con quien colaboraba. De este modo comenzó a ser conocida internacionalmente y a vestir a celebridades como Uma Thurman, que lució sus diseños en el calendario Campari. Sus colecciones incluyen vestidos de fiesta, trajes de flamenca, de novia, bolsos y bisutería. Cabe destacar que fue la diseñadora de Anna Allen para vestirla en los 86.º Premios Óscar, lo cual fue un fraude de la polémica actriz. También tuvo su propia edición especial de los vasos de Nocilla.
Además, Martín Berrocal empezó en televisión en 2005 fue colaboradora del programa Channel n.º 4 en Cuatro en el que permaneció hasta 2008. En 2006 participó en el concurso de monólogos El club de Flo, donde acabó en segunda posición. Fue jueza de Supermodelo (2007), de Cuatro, y concursante en ¡Mira quién baila! (2008-2009) de TVE. Debutó como presentadora en el programa A tu vera de Castilla-La Mancha Televisión (2009-2013). En 2016 volvió al medio como concursante de Levántate All Stars junto a la pianista María Toledo.
Y como actriz, tuvo el papel de Laura en la serie La familia Mata (2007 Antena 3) e hizo un cameo en la serie Gym Tony (2015) de Cuatro.
En 2020 ficha por TVE para el programa Typical Spanish presentado por Frank Blanco junto a Florentino Fernández.
En septiembre de 2023 estrenó su propio pódcast titulado A solas, por el que fue premiada en 2024. Ese mes, anuncia que deja de colaborar en El show de Bertín, de Canal Sur, después de 120 programas, y se incorpora al nuevo programa vespertino de Ana Rosa Quintana en Telecinco, TardeAR.    
En noviembre de 2024, se anuncia el docurreality Las Berrocal, que Vicky protagonizará con su hermana Rocío, su hija Alba y su madre Victoria  . De cuatro capítulos estrenará en 2025 en Movistar Plus+. 

## Reconocimientos
En 2015 fue galardonada con el Premio Escaparate a la mejor moda flamenca.
En 2018, la empresa Mattel, fabricante de juguetes creó una serie de muñecas Barbie llamada "Inspiring Women series Doll Collection", dedicada a mujeres que han dejado rastro en la historia y que tiene como protagonista a la actriz y empresaria española.
Recibe el Premio Ondas Globales del Podcast en la categoría de Podcast Revelación, por A solas con… Vicky Martín Berrocal, podcast en el que entrevista a personajes públicos. Se lo dedicó a Jesús Quintero.

## Vida personal
El 24 de octubre de 1997 se casó con el torero Manuel Díaz González, El Cordobés, en la Iglesia del Salvador, con quien había tenido un noviazgo desde 1993. El 12 de diciembre de 1999 tuvieron a su única hija, Alba. Se divorciaron en octubre de 2001.
En 2018, inicia una relación con el empresario portugués João Viegas Soares. Vicky da su relación por finalizada en 2022.

## Filmografía
Programas de televisión
| Programas de televisión | Programas de televisión | Programas de televisión | Programas de televisión |
| Año                     | Título                  | Canal                   | Notas                   |
| ----------------------- | ----------------------- | ----------------------- | ----------------------- |
| 2005-2008               | Channel n.º 4           | Cuatro                  | Colaboradora            |
| 2006                    | El club de Flo          | La Sexta                | Concursante             |
| 2007                    | Supermodelo             | Cuatro                  | Jueza                   |
| 2008-2009               | ¡Mira quién baila!      | Televisión Española     | Concursante             |
| 2009-2013               | A tu vera               | CMM TV                  | Presentadora            |
| 2016                    | Levántate All Stars     | Telecinco               | Concursante             |
| 2017                    | Trabajo temporal        | Televisión Española     | Participante            |
| 2017                    | #Tendencias             | Ten                     | Presentadora            |
| 2018                    | Volverte a ver          | Telecinco               | Invitada                |
| 2019                    | MasterChef Celebrity    | Televisión Española     | Concursante             |
| 2019                    | Vuelta al cole          | Telemadrid              | Invitada                |
| 2020                    | Typical Spanish         | Televisión Española     | Colaboradora            |
| 2020                    | Mi casa es la tuya      | Telecinco               | Invitada                |
| 2020-2023               | El Show de Bertín       | Canal Sur Televisión    | Colaboradora            |
| 2023 - 2024             | TardeAR                 | Telecinco               | Colaboradora            |

Series de televisión
| Series de televisión | Series de televisión | Series de televisión | Series de televisión | Series de televisión |
| Año                  | Título               | Canal                | Rol                  | Notas                |
| -------------------- | -------------------- | -------------------- | -------------------- | -------------------- |
| 2007                 | La familia Mata      | Antena 3             | Laura                | 12 episodios         |
| 2015                 | Gym Tony             | Cuatro               | Victoria             | 1 episodio           |

## Trabajos publicados
- La felicidad ni tiene talla ni tiene edad (2023).[18] ISBN 9788491398806